# فريدريش سيكست
فريدريك سيكست (28 أكتوبر 1895 - 4 أغسطس 1976) كان جنرالًا ألمانيًا خلال الحرب العالمية الثانية قاد عدة فرق. وقد حصل على وسام الفارس الصليبي الحديدي بأوراق البلوط لألمانيا النازية.

## الجوائز والأوسمة
- الصليب الحديدي (1914) الدرجة الثانية (23 ديسمبر 1915) والدرجة الأولى (5 مايو 1918) [1]
- مشبك الصليب الحديدي (1939) الدرجة الثانية (28 سبتمبر 1939) والدرجة الأولى (11 يونيو 1941)
- الصليب الألماني في الذهب في 18 مايو 1942 كأوبرست إم جنرالستاب في هيئة الأركان العامة لفيلق الجيش الرابع والأربعون [2]
- وسام الفارس الصليبي الحديدي بأوراق البلوط
  - صليب الفارس في 17 ديسمبر 1943 كجينيرال لوتنانت وقائد لفرقة المشاة 50 [3]
  - باوراق البلوط في 11 مارس 1945 باعتباره جينيرال لوتنانت وقائد فرقة ياجر 5 [4]

### اقتباسات
1. ↑  Thomas 1998, p. 328.
2. ↑  Patzwall & Scherzer 2001, p. 447.
3. ↑  Fellgiebel 2000, p. 326.
4. ↑  Fellgiebel 2000, p. 82.

### قائمة المراجع
| مناصب عسكرية    | مناصب عسكرية                | مناصب عسكرية    |
| --------------- | --------------------------- | --------------- |
| سبقه {{{سبقه}}} | {{{العنوان}}} {{{الأعوام}}} | تبعه {{{تبعه}}} |
| سبقه {{{سبقه}}} | {{{العنوان}}} {{{الأعوام}}} | تبعه {{{تبعه}}} |
| سبقه {{{سبقه}}} | {{{العنوان}}} {{{الأعوام}}} | تبعه {{{تبعه}}} |